# Viking Fotballklubb 2013
Questa voce raccoglie le informazioni riguardanti il Viking Fotballklubb nelle competizioni ufficiali della stagione 2013.

## Stagione
Il Viking chiuse il campionato al 5º posto in classifica, mentre l'avventura nella Coppa di Norvegia 2013 si chiuse al terzo turno della stessa, con l'eliminazione per mano del Bryne. I calciatori più utilizzati in stagione furono Johan Lædre Bjørdal e Trond Olsen, entrambi a quota 32 presenze tra campionato e coppa. Olsen risultò essere anche il miglior marcatore stagionale della squadra, con le sue 9 reti (tutte in campionato).

## Maglie e sponsor
Lo sponsor tecnico per la stagione 2013 fu Diadora, mentre lo sponsor ufficiale fu Lyse Energi. La prima divisa era composta da una maglietta blu, pantaloncini e calzettoni bianchi. Quella da trasferta era costituita da una maglietta arancione, con pantaloncini blu e calzettoni arancioni.
| Casa | Trasferta |

## Rosa
| N. |                         | Ruolo | Calciatore              |
| -- | ----------------------- | ----- | ----------------------- |
| 1  | Norvegia (bandiera)     | P     | Rune Almenning Jarstein |
| 2  | Norvegia (bandiera)     | D     | Trond Erik Bertelsen    |
| 3  | Norvegia (bandiera)     | D     | Johan Lædre Bjørdal     |
| 5  | RD del Congo (bandiera) | D     | Richard Ekunde          |
| 6  | Norvegia (bandiera)     | D     | Håkon Skogseid          |
| 7  | Danimarca (bandiera)    | C     | Martin Ørnskov          |
| 8  | Norvegia (bandiera)     | C     | Vidar Nisja             |
| 9  | Svezia (bandiera)       | A     | Patrik Ingelsten        |
| 10 | Norvegia (bandiera)     | A     | Veton Berisha           |
| 11 | Fær Øer (bandiera)      | A     | Jóan Edmundsson         |
| 13 | Norvegia (bandiera)     | C     | Christian Landu Landu   |
| 14 | Norvegia (bandiera)     | C     | André Danielsen         |
| 15 | Senegal (bandiera)      | C     | Makhtar Thioune         |

| N. |                     | Ruolo | Calciatore               |
| -- | ------------------- | ----- | ------------------------ |
| 16 | Norvegia (bandiera) | A     | Yann-Erik de Lanlay      |
| 17 | Islanda (bandiera)  | A     | Jón Daði Böðvarsson      |
| 18 | Nigeria (bandiera)  | A     | Osita Henry Chikere      |
| 19 | Ghana (bandiera)    | C     | King Gyan                |
| 20 | Islanda (bandiera)  | D     | Indriði Sigurðsson       |
| 22 | Norvegia (bandiera) | P     | Christoffer Midbøe Lunde |
| 23 | Austria (bandiera)  | A     | Benjamin Sulimani        |
| 24 | Norvegia (bandiera) | P     | Pål Vestly Heigre        |
| 25 | Norvegia (bandiera) | C     | Eirik Schulze            |
| 27 | Norvegia (bandiera) | A     | Trond Olsen              |
| 28 | Norvegia (bandiera) | D     | Kristoffer Haugen        |
| 29 | Norvegia (bandiera) | D     | Viljar Vevatne           |

## Calciomercato

### Sessione invernale(dal 01/01 al 31/03)
| Acquisti         | Acquisti                 | Acquisti   | Acquisti      |
| R.               | Nome                     | da         | Modalità      |
| ---------------- | ------------------------ | ---------- | ------------- |
| P                | Christoffer Midbøe Lunde | Vidar      | definitivo    |
| D                | Richard Ekunde           |            | svincolato    |
| A                | Jón Daði Böðvarsson      | Selfoss    | definitivo    |
| A                | Jóan Edmundsson          | Fredericia | fine prestito |
| Altre operazioni |                          |            |               |
| R.               | Nome                     | da         | Modalità      |
| P                | Arild Østbø              | Start      | fine prestito |

| Cessioni | Cessioni         | Cessioni    | Cessioni   |
| R.       | Nome             | a           | Modalità   |
| -------- | ---------------- | ----------- | ---------- |
| P        | Arild Østbø      | Strømmen    | prestito   |
| D        | Björn Andersson  |             | svincolato |
| C        | Jon-Helge Tveita | Bryne       | prestito   |
| A        | Henri Anier      | Fredrikstad | prestito   |
| A        | Erik Nevland     |             | ritiro     |

### Sessione estiva(dal 15/07 al 10/08)
| Acquisti         | Acquisti            | Acquisti       | Acquisti      |
| R.               | Nome                | da             | Modalità      |
| ---------------- | ------------------- | -------------- | ------------- |
| A                | Osita Henry Chikere | Sunshine Stars | definitivo    |
| A                | Benjamin Sulimani   |                | svincolato    |
| Altre operazioni |                     |                |               |
| R.               | Nome                | da             | Modalità      |
| A                | Henri Anier         | Fredrikstad    | fine prestito |

| Cessioni | Cessioni       | Cessioni   | Cessioni   |
| R.       | Nome           | a          | Modalità   |
| -------- | -------------- | ---------- | ---------- |
| C        | Martin Ørnskov | Brøndby    | definitivo |
| A        | Henri Anier    | Motherwell | prestito   |

## Risultati

### Eliteserien

#### Girone di andata
| Arbitro: | Skjerven (Kaupanger) |

|                       |           |            |
| Berisha 31’ Olsen 57’ | Marcatori | 9’ Moström |

| Arbitro: | Staberg (Harstad) |

|                    |           |                |
| Brink 42’ Wiig 55’ | Marcatori | 52’ Böðvarsson |

| Arbitro: | Hafsås (Trondheim) |

|  |           |             |
|  | Marcatori | 44’ Bjørdal |

| Arbitro: | Hansen (Feda) |

|             |           |  |
| Berisha 23’ | Marcatori |  |

| Arbitro: | Edvartsen (Hamar) |

|                             |           |  |
| Huseklepp 3’ Nordkvelle 19’ | Marcatori |  |

| Arbitro: | Staberg (Harstad) |

|                                           |           |             |
| de Lanlay 5’ Ingelsten 10’ Olsen 90’, 90’ | Marcatori | 56’ Karadas |

| Arbitro: | Hagen (Grue) |

|                                    |           |                      |
| Vilsvik 10’ Keita 45’ Diomandé 71’ | Marcatori | 48’ (rig.) Ingelsten |

| Stavanger 9 maggio 2013, ore 15:30 8ª giornata | Viking         | 0 – 0 referto | Haugesund | Viking Stadion (12.024 spett.)\| Arbitro: \| Døvle (Larvik) \| |
| Arbitro:                                       | Døvle (Larvik) |               |           |                                                                |

| Arbitro: | Johnsen (Tønsberg) |

|          |           |                           |
| Hoff 26’ | Marcatori | 45’ Olsen 90’ (aut.) Sarr |

| Stavanger 16 maggio 2013, ore 18:00 10ª giornata | Viking        | 0 – 0 referto | Hønefoss | Viking Stadion (11.742 spett.)\| Arbitro: \| Hansen (Feda) \| |
| Arbitro:                                         | Hansen (Feda) |               |          |                                                               |

| Arbitro: | Moen (Haugesund) |

|  |           |               |
|  | Marcatori | 54’ Danielsen |

| Arbitro: | Nilsen (Oslo) |

|                         |           |                       |
| de Lanlay 25’ Olsen 90’ | Marcatori | 77’ Yttergård Jenssen |

| Arbitro: | Staberg (Harstad) |

|                     |           |               |
| James 20’ Fuhre 57’ | Marcatori | 90’ Ingelsten |

| Stavanger 30 giugno 2013, ore 19:00 14ª giornata | Viking             | 0 – 0 referto | Rosenborg | Viking Stadion (9.958 spett.)\| Arbitro: \| Sandmoen (Kjelsås) \| |
| Arbitro:                                         | Sandmoen (Kjelsås) |               |           |                                                                   |

| Arbitro: | Johnsen (Tønsberg) |

|                          |           |                           |
| Børven 48’ Kongshavn 90’ | Marcatori | 28’ Berisha 55’ Ingelsten |

#### Girone di ritorno
| Arbitro: | Hansen (Feda) |

|            |           |           |
| Toivio 82’ | Marcatori | 30’ Olsen |

| Arbitro: | Sælen (Bergen) |

|                                        |           |  |
| Sigurðsson 6’ Bjørdal 44’ Sulimani 70’ | Marcatori |  |

| Arbitro: | Sandmoen (Kjelsås) |

|                            |           |                           |
| Sulimani 56’ Ingelsten 72’ | Marcatori | 29’ Knudtzon 48’ Pálmason |

| Arbitro: | Nilsen (Oslo) |

|           |           |              |
| Berge 90’ | Marcatori | 62’ Sulimani |

| Arbitro: | Staberg (Harstad) |

|                                    |           |                     |
| Sulimani 27’ Thioune 59’ Olsen 68’ | Marcatori | 9’ Pusic 21’ Mojsov |

| Arbitro: | Johnsen (Tønsberg) |

|             |           |  |
| Bolseth 81’ | Marcatori |  |

| Arbitro: | Skjerven (Kaupanger) |

|          |           |  |
| Gyan 71’ | Marcatori |  |

| Arbitro: | Døvle (Larvik) |

|                     |           |              |
| Bertelsen 9’ (aut.) | Marcatori | 50’ Skogseid |

| Arbitro: | Hafsås (Trondheim) |

|              |           |  |
| Danielsen 2’ | Marcatori |  |

| Arbitro: | Døvle (Larvik) |

|                             |           |                                        |
| K. Sigurðsson 82’ Hovda 90’ | Marcatori | 36’ I. Sigurðsson 59’ (rig.) Ingelsten |

| Arbitro: | Moen (Haugesund) |

|                      |           |               |
| Ingelsten 78’ (rig.) | Marcatori | 69’ Skjølsvik |

| Arbitro: | Staberg (Harstad) |

|                                                   |           |                                |
| Andersen 11’ Moldskred 19’ Ondrášek 72’ Fojut 82’ | Marcatori | 48’ Olsen 53’ Gyan 64’ Berisha |

| Arbitro: | Johnsen (Tønsberg) |

|                |           |                         |
| Sigurðsson 67’ | Marcatori | 24’, 51’, 53’ Hamdallah |

| Arbitro: | Hansen (Feda) |

|                            |           |           |
| Søderlund 9’ Mikkelsen 57’ | Marcatori | 68’ Olsen |

| Arbitro: | Kjensli (Oslo) |

|                        |           |                  |
| Sulimani 90’ Nisja 90’ | Marcatori | 77’ Valdimarsson |

### Coppa di Norvegia
| Arbitro: | Gya |

|  |           |                                               |
|  | Marcatori | 9’ Gyan 20’ Böðvarsson 40’ Thioune 78’ Haugen |

| Arbitro: | Vikene |

|  |           |                                    |
|  | Marcatori | 1’ Nisja 70’ Bjørdal 88’ de Lanlay |

| Arbitro: | Hagen (Grue) |

|                            |           |                                                  |
| Edmundsson 67’ Bjørdal 67’ | Marcatori | 17’ Khalili 43’, 83’ Skartun 60’ (rig.) Andersen |

## Statistiche

### Statistiche di squadra
| Competizione      | Punti | In casa | In casa | In casa | In casa | In casa | In casa | In trasferta | In trasferta | In trasferta | In trasferta | In trasferta | In trasferta | Totale | Totale | Totale | Totale | Totale | Totale | DR  |
| Competizione      | Punti | G       | V       | N       | P       | Gf      | Gs      | G            | V            | N            | P            | Gf           | Gs           | G      | V      | N      | P      | Gf     | Gs     | DR  |
| ----------------- | ----- | ------- | ------- | ------- | ------- | ------- | ------- | ------------ | ------------ | ------------ | ------------ | ------------ | ------------ | ------ | ------ | ------ | ------ | ------ | ------ | --- |
| Eliteserien       | 46    | 15      | 9       | 5       | 1       | 23      | 12      | 15           | 3            | 5            | 7            | 18           | 24           | 30     | 12     | 10     | 8      | 41     | 36     | +5  |
| Coppa di Norvegia | -     | 1       | 0       | 0       | 1       | 2       | 4       | 2            | 2            | 0            | 0            | 7            | 0            | 3      | 2      | 0      | 1      | 9      | 4      | +5  |
| Totale            | -     | 16      | 9       | 5       | 2       | 25      | 16      | 17           | 5            | 5            | 7            | 25           | 24           | 33     | 14     | 10     | 9      | 50     | 40     | +10 |

### Statistiche dei giocatori
| Giocatore             | Eliteserien | Eliteserien | Eliteserien | Eliteserien | Coppa di Norvegia | Coppa di Norvegia | Coppa di Norvegia | Coppa di Norvegia | Totale   | Totale | Totale      | Totale     |
| Giocatore             | Presenze    | Reti        | Ammonizioni | Espulsioni  | Presenze          | Reti              | Ammonizioni       | Espulsioni        | Presenze | Reti   | Ammonizioni | Espulsioni |
| --------------------- | ----------- | ----------- | ----------- | ----------- | ----------------- | ----------------- | ----------------- | ----------------- | -------- | ------ | ----------- | ---------- |
| R. Almenning Jarstein | 30          | 0           | 1           | 0           | 1                 | 0                 | 0                 | 0                 | 31       | 0      | 1           | 0          |
| V. Berisha            | 22          | 4           | 2           | 0           | 1                 | 0                 | 0                 | 0                 | 23       | 4      | 2           | 0          |
| T. Bertelsen          | 28          | 0           | 1           | 0           | 3                 | 0                 | 1                 | 0                 | 31       | 0      | 2           | 0          |
| J. Böðvarsson         | 23          | 1           | 0           | 0           | 2                 | 1                 | 0                 | 0                 | 25       | 2      | 0           | 0          |
| O. Chikere            | 3           | 0           | 0           | 0           | 0                 | 0                 | 0                 | 0                 | 3        | 0      | 0           | 0          |
| A. Danielsen          | 17          | 2           | 5           | 0           | 3                 | 0                 | 1                 | 0                 | 20       | 2      | 6           | 0          |
| Y. de Lanlay          | 23          | 2           | 1           | 0           | 2                 | 1                 | 0                 | 0                 | 25       | 3      | 1           | 0          |
| J. Edmundsson         | 6           | 0           | 1           | 0           | 1                 | 1                 | 0                 | 0                 | 7        | 1      | 1           | 0          |
| R. Ekunde             | 1           | 0           | 0           | 0           | 2                 | 0                 | 0                 | 0                 | 3        | 0      | 0           | 0          |
| K. Gyan               | 25          | 2           | 3           | 0           | 2                 | 1                 | 0                 | 0                 | 27       | 3      | 3           | 0          |
| K. Haugen             | 2           | 0           | 0           | 0           | 2                 | 1                 | 0                 | 0                 | 4        | 1      | 0           | 0          |
| P. Heigre             | 0           | 0           | 0           | 0           | 0                 | 0                 | 0                 | 0                 | 0        | 0      | 0           | 0          |
| P. Ingelsten          | 27          | 7           | 0           | 0           | 1                 | 0                 | 0                 | 0                 | 28       | 7      | 0           | 0          |
| J. Lædre Bjørdal      | 30          | 2           | 2           | 0           | 2                 | 2                 | 0                 | 0                 | 32       | 4      | 2           | 0          |
| C. Landu Landu        | 24          | 0           | 2           | 0           | 3                 | 0                 | 0                 | 0                 | 27       | 0      | 2           | 0          |
| C. Lunde              | 0           | 0           | 0           | 0           | 2                 | 0                 | 0                 | 0                 | 2        | 0      | 0           | 0          |
| V. Nisja              | 21          | 1           | 0           | 0           | 1                 | 1                 | 0                 | 0                 | 22       | 2      | 0           | 0          |
| T. Olsen              | 29          | 9           | 2           | 0           | 3                 | 0                 | 0                 | 0                 | 32       | 9      | 2           | 0          |
| M. Ørnskov            | 16          | 0           | 2           | 0           | 2                 | 0                 | 0                 | 0                 | 18       | 0      | 2           | 0          |
| E. Schulze            | 2           | 0           | 0           | 0           | 2                 | 0                 | 0                 | 0                 | 4        | 0      | 0           | 0          |
| I. Sigurðsson         | 29          | 3           | 4           | 0           | 2                 | 0                 | 0                 | 0                 | 31       | 3      | 4           | 0          |
| H. Skogseid           | 28          | 1           | 2           | 0           | 3                 | 0                 | 0                 | 0                 | 31       | 1      | 2           | 0          |
| B. Sulimani           | 13          | 5           | 1           | 0           | 0                 | 0                 | 0                 | 0                 | 13       | 5      | 1           | 0          |
| M. Thioune            | 19          | 1           | 4           | 0           | 2                 | 1                 | 0                 | 1                 | 21       | 2      | 4           | 1          |
| V. Vevatne            | 0           | 0           | 0           | 0           | 0                 | 0                 | 0                 | 0                 | 0        | 0      | 0           | 0          |